# Bailly Spinto
 (mai 2024).
Si vous disposez d'ouvrages ou d'articles de référence ou si vous connaissez des sites web de qualité traitant du thème abordé ici, merci de compléter l'article en donnant les références utiles à sa vérifiabilité et en les liant à la section « Notes et références ».
Bailly Spinto, nom d’artiste de Bailly Silvestre Gallet, né le 31 décembre 1951 à Treichville (Abidjan, Côte d'Ivoire), est un chanteur ivoirien.
Il est considéré comme un monument de la chanson ivoirienne,.

## Biographie

### Milieu familial et jeunesse
Du groupe ethnique Bété, il est originaire de Gnigbawa, dans la sous-préfecture de Guiberoua, dans la région du Gôh, au centre-ouest de la Côte d’Ivoire.
Bailly Spinto est issu d’une famille polygame. Son père, Albert Galet, dit Dèmingogo, avait quatre femmes et plusieurs enfants.
Étant à l’école Catholique St-Jean Bosco, il a été orienté, lui et plusieurs autres enfants dans des groupes où le chant était au centre des activités, en l’occurrence, les Cœurs Vaillants. Il a été très influencé par James Brown, Otis Redding, Tom Jones, Elton John et les Beatles.

### Carrière musicale
Bailly Spinto est un chanteur atypique, dit " l'homme à la voix d'or ". Il est l'auteur d'un slow ayant marqué les mélomanes ivoiriens dans les années 80 : « Taxi sougnon ».
Il s'est principalement fait connaître grâce à son tube intitulé « Monouho ».
Il a remporté son premier prix en 1961 (un fer à repasser et un disque) lors d’un concours consacré aux jeunes chanteurs que la radio nationale avait organisé. 
En 1968, il fait partie du groupe Les Wan Plus, Les Fétiches et enfin New System Pop au Club Med d’Assinie où il signe un contrat de Lead Vocal. C’est avec ce groupe qu’il fait le tour du monde. Le groupe s’est ensuite dissous en Europe. 
Paradoxalement, il a été le dernier à produire un album car les maisons de production trouvaient qu’il n’était pas encore prêt malgré ses 10 ans de carrière derrière lui. Loin de se décourager, l’artiste décide plutôt de continuer à se former. 
De 1976 à 1978, pour se perfectionner, « Le Rossignol » intègre l’école de musique de Paul Becher de Paris Une année plus tard, il entame une carrière solo.
En 1979, il met sur le marché du disque « Taxi Sougnon », un slow très apprécié des mélomanes ivoiriens ainsi que ceux de la sous-région à cette époque. Ce morceau a connu un succès, et a été classé numéro un des hit-parades en Côte d’Ivoire et en Afrique. Cette œuvre impose l’auteur compositeur au-devant de la scène musicale.
Entre 1979 et 1992, Bailly Spinto sort plusieurs singles.
En 1992, son succès va le conduire à la salle de l’Olympia, où il donnera un concert live, avec un studio mobile de 48 pistes digitales et du matériel de derrière génération de l’époque. Il fut le premier artiste Ouest-Africain à s’y produire.
Bailly Spinto fut personnellement reçu par le président Félix Houphouët-Boigny.
De 1993 à 2021, Bailly Spinto sort plusieurs albums et singles et entreprend des tournées africaines, européennes et américaines.
Dès lors vue sa dimension artistique, il sera invité régulièrement à prester au cours des cérémonies officielles, des soirées de hauts standing organisées par des institutions, des entreprises, des décideurs….
Ses chants « Taxis sougnon, Anoumé… » qui sont aujourd’hui des classiques, seront interprétés dans tous les évènements sous forme de karaoké.
En 2021, l'Institut national des arts et de l’action culturelle (INSAAC) rend hommage aux 50 ans de carrière de l'artiste et organise notamment une exposition photos intitulée « Bailly Spinto, l'intemporel ». Le premier ministre de la République de Côte d’Ivoire a parrainé à cette occasion un concert commémorant le cinquantenaire musical de Bailly Spinto.

### Vie privée
Bailly Spinto et Florence Boly sont mariés depuis 38 ans, et ont cinq enfants.

## Discographie
- Taxi Sougnon
- Djamo-djamo
- Lago bobo
- N´kenakplesso
- Poignon
- G'niana
- N´telesse
- Anouhom
- Boly florence
- Blenanou
- Anjo
- Mystique
- Mama

## Distinctions
- Bélier d’or de la chanson ivoirienne[7],[1]
- Disques d’or[7] ,[1]
- Kundé d’or[7],[1]
- Trophée de meilleur artiste de la génération 80 en 2007 [7],[1]
- Les 7 d’or de la presse[7],[1]
- Chevalier de l’Ordre National Culturel[1].